# Caloscypha
Caloscypha Boud., 1885 è un genere di funghi ascomiceti con carpoforo a forma di coppa a tonalità gialle, arancioni e rosse più vive all'interno e più scure all'esterno.

## Tassonomia

### Specie diCaloscypha
La specie tipo è Caloscypha fulgens (Pers.) Boud. (1885), altra specie inclusa è Caloscypha incarnata Duvernoy & Maire (1917).